# Луций Фурий Бибакул (квестор)
Луций Фурий Бибакул (лат. Lucius Furius Bibaculus; погиб 2 августа 216 года до н. э. при Каннах, Италия) — римский политический деятель из патрицианского рода Фуриев, квестор 216 года до н. э.. Был одним из консульских квесторов, то есть служил либо при Луции Эмилии Павле, либо при Гае Теренции Варроне, и погиб в битве при Каннах вместе со своим коллегой Луцием Атилием.